# Старобедеевский сельсовет
Старобедеевский сельсовет — муниципальное образование в Нуримановском районе Башкортостана.
Административный центр — деревня Старобедеево.

## История
Согласно Закону о границах, статусе и административных центрах муниципальных образований в Республике Башкортостан имеет статус сельского поселения.

## Население
| 2002 | 2009 | 2010 | 2012 | 2013 | 2014 | 2015 |
| ---- | ---- | ---- | ---- | ---- | ---- | ---- |
| 701  | ↗738 | ↘686 | ↗698 | ↘680 | ↗682 | ↗685 |
| 2016 | 2017 | 2018 |      |      |      |      |
| ↘665 | ↘643 | ↘619 |      |      |      |      |

## Состав сельского поселения
| № | Населённый пункт | Тип населённого пункта          | Население |
| - | ---------------- | ------------------------------- | --------- |
| 1 | Старобедеево     | деревня, административный центр | ↘493      |
| 2 | Старобирючево    | деревня                         | ↘193      |